# Morioka Rjóta
Morioka Rjóta (Hjogo, 1991. április 12. –) japán válogatott labdarúgó, a belga RSC Anderlecht játékosa.

## Nemzeti válogatott
A japán válogatottban 4 mérkőzést játszott.

## Statisztika
| Japán válogatott | Japán válogatott | Japán válogatott |
| Időszak          | Mérk.            | gól              |
| ---------------- | ---------------- | ---------------- |
| 2014             | 2                | 0                |
| 2015             | 0                | 0                |
| 2016             | 0                | 0                |
| 2017             | 2                | 0                |
| 2018             | 0                | 0                |
| Összesen         | 4                | 0                |